# Johann Jakob Walther
Johann Jakob Walther (1650 Witterda u Erfurtu – 2. listopadu 1717 Mohuč) byl německý houslista a hudební skladatel. V letech 1670 až 1674 působil na medicejském dvoře ve Florencii, od roku 1674 do roku 1680 na dvoře v Drážďanech, poté až do konce života jako tajemník na kurfiřtském dvoře v Mohuči. Dochovalo se od něho 40 skladeb obsažených ve dvou sbírkách, Scherzi da Violino solo con il basso continuo (1676) a Hortulus chelicus (1688, podruhé vydáno roku 1694 pod titulem Wohlgepflanzter Violinischer Lustgarten).